# Хэдланд, Эйми
Эйми Хэдланд (англ. Aimee Headland; 10 мая 2001, Смитс-Фолс, Онтарио, Канада) — шотландская хоккеистка, нападающий студенческой команды «Норвич Кадетс», выступающей в третьем дивизионе Национальной ассоциации студенческого спорта (NCAA). С 2017 по 2020 год училась в школе Нортвуда. Игрок национальной сборной Великобритании, дебютировавшая в 2019 году. Выступала на двух дивизионных турнирах чемпионата мира до 18 лет в составе юниорской сборной Великобритании. Младшая сестра, Хлоя, также является хоккеисткой и играет за национальную команду.

## Биография
Эйми Хэдланд родилась в Смитс-Фолс, провинция Онтарио. Эйми вместе со старшим братом (Мэттью) и младшей сестрой (Хлоя) с детства занималась хоккеем с шайбой. Они воспитывались в семье с мамой, Мишель Хэдланд, и её мужем, Фрэнком Моррисом, бывшем игроком сборной Великобритании по хоккею. В 2017 году Мишель Хэдланд умерла от рака. Эйми вместе с Мэттью и Хлоей перешли под опеку к отчиму.
Эйми Хэдланд играла в Шотландии за девичью команду «Солвэй Шаркс». В сезоне 2015/16 являлась капитаном команды до 16 лет. В следующем году Эйми играла в Канаде, в лиге района Онтарио. В середине сезона она дебютировала за юниорскую сборную Великобритании. Она сыграла в пяти матчах, отметившись одним результативным пасом. С 2017 года Эйми начала учиться в школе Нортвуда, где продолжила играть в хоккей. В сезоне 2018/19 вместе с сестрой сыграла в группе A первого дивизиона юниорского чемпионате мира, проводимом в Дамфрисе, где британки заняли третье место. В апреле 2019 года Хэдланд дебютировала за национальную сборную Великобритании. Она вместе с Хлоей сыграла во втором дивизионе чемпионата мира. Эйми забросила две шайбы и вошла в пятёрку лучших бомбардиров команды. Сборная Великобритании заняла второе место и не сумела квалифицироваться в первый дивизион. В 2020 году Хэдланд поступила в университет Норвича. Она стала играть за студенческую команду «Норвич Кадетс», выступающую в третьем дивизионе Национальной ассоциации студенческого спорта (NCAA). В марте 2021 года она забросила свою первую шайбу за «Кадетс».

## Статистика
| Легенда | Легенда                    | Легенда | Легенда                   | Легенда | Легенда    |
| ------- | -------------------------- | ------- | ------------------------- | ------- | ---------- |
| И       | Количество проведённых игр | Штр     | Штрафное время            | +/−     | Плюс-минус |
| Г       | Голы                       | П       | Голевые передачи          | О       | Очки       |
| -       | Статистика неизвестна      | —       | Статистика не учитывалась |         |            |

### Международная
По данным: Eurohockey.com, Eliteprospects.com и uscho.com